# Владимир Гамулецки
Владимир Петрович Гамулецки (на руски: Владимир Петрович Гамулецкий) е руски офицер, полковник. Участник в Руско-турската война (1877-1878).

## Биография
Владимир Гамулецки е роден през 1852 г. в семейството на потомствен дворянин. Ориентира се към военното порище. Завършва Кадетски корпус, 2-ро Константиновско военно училище и Михайловско артилерийско училище. Получава назначение в артилерийска част с производство в първо офицерско звание подпоручик на 20 юли 1870 г. Бързо израства в службата. Награден е с орден „Свети Станислав“ III степен и е повишен във военно звание щабскапитан (1875).
Участва в Руско-турската война (1877-1878) като командир на 3-ти взвод от 3-та батарея на 9-а артилерийска бригада. Бие се храбро при атаката на Ловеч на 18 юли в състава на сборен отряд с командир полковник Александър Липински и в състава на сборен отряд с командир генерал-майор Михаил Скобелев при рекогносцировката на Ловеч на 26 и 27 юли 1877 г. Отличава се в състава на сборен отряд с командир генерал-майор Александър Имеретински при превземането на Ловеч на 22 август 1877 г.
Служи в Ловеч в състава на Ловешко-Севлиевския отряд с командир генерал-лейтенант Павел Карцов. Създава укрепената артилерийска позиция на Скобелевата височина. Участва в декемврийските боеве на връх Шипка. Ранен е от турски снаряд в лицето, двете ръце и двата крака. Награден е с орден „Света Ана“ III степен с мечове и бант, орден „Свети Станислав“ II степен с мечове и е повишен във военно звание капитан (1878).
След войната е началник на Брянския артилерийски склад. Списание „Русский вестник“ публикува в три последователни броя неговите обемисти и колоритни спомени, озаглавени „Из неотдавнашното минало. В походи и битки“ (1878). Подробно описва личното си участие и впечатления от Руско-турската война (1877-1878). Издава повестите „В чужда среда“ и „Христовия воин“ (1882, 1896). Назначен е за управител на Успенската църква в Брянск.
Служи като помощник на началника на Варшавския артилерийски склад и командир на Александрополската крепостна артилерия в Армения (1900). Повишен е за отличие във военно звание полковник (1904). Излиза в оставка с пълна пенсия и право на носене на униформа на 23 септември 1906 г.